# 코르출라

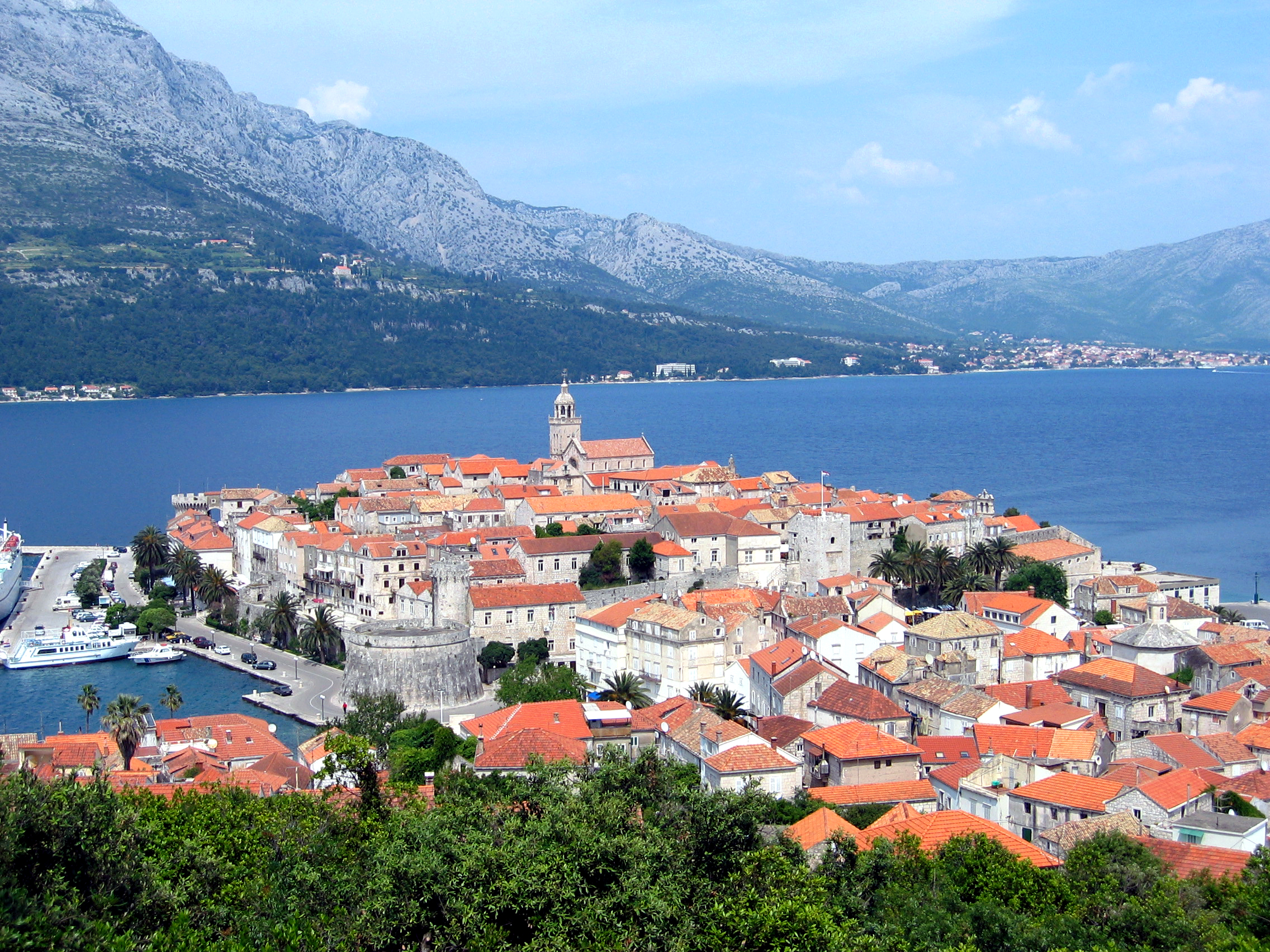
코르출라 구 시가지

코르출라(크로아티아어: Korčula, 이탈리아어: Curzola)는 크로아티아 아드리아해 코르출라섬 동부 연안에 위치한 옛 도시로, 행정 구역상으로는 두브로브니크네레트바주에 속하며 인구는 5,889명(2001년 기준)이다.
구 시가지 주변은 성벽에 둘러싸여 있고 거리는 오늬무늬 형태를 띠고 있으며 바람이 잘 통하지만 강풍에 강한 구조도 갖고 있다. 섬과 본토 사이에 있는 좁은 해협을 지키는 곶 위에 도로를 세우면서 건설된 마을이다. 18세기까지 성곽 바깥쪽에 건물을 짓는 것이 금지되어 있었지만 1863년 나무 다리가 건설되면서 바뀌게 된다. 남동부에 있는 성곽을 따라 건설된 도로를 제외한 모든 도로에 계단이 설치되어 있으며 계단 걱정이 필요없기 때문에 "생각의 도로"라고 불린다.
마을의 역사 유적으로는 1301년부터 1806년까지 건축된 중앙부의 로마네스크 건축-고딕 건축 양식 대성당인 성 마르코 대성당, 15세기의 프란체스코회 수도원과 베네치아 고딕 회랑, 시민 회의장, 옛 베네치아 행정관궁, 15세기와 16세기 현지 상인 귀족들의 궁전, 대규모 성벽 등이 있다.

## 사진

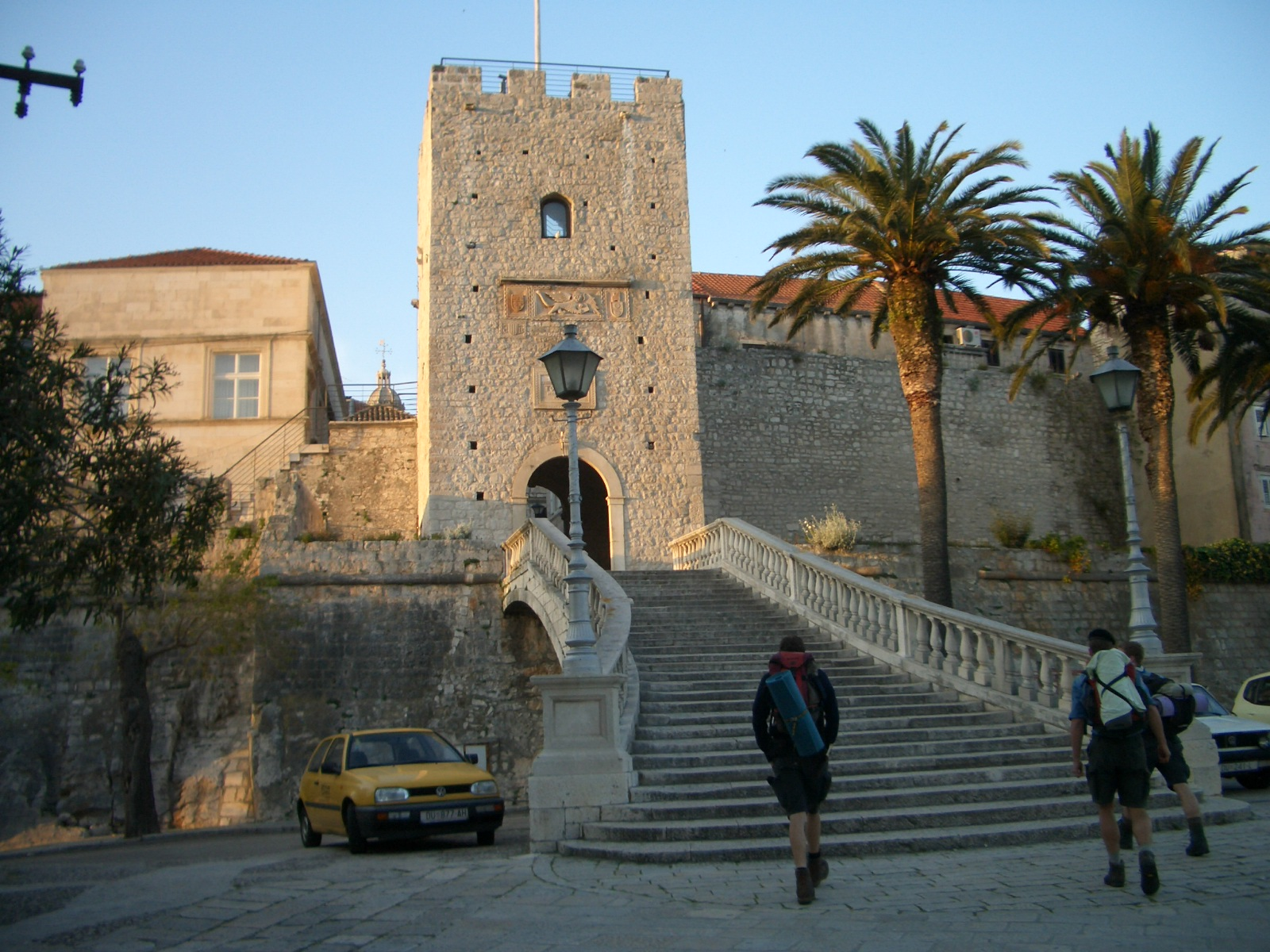
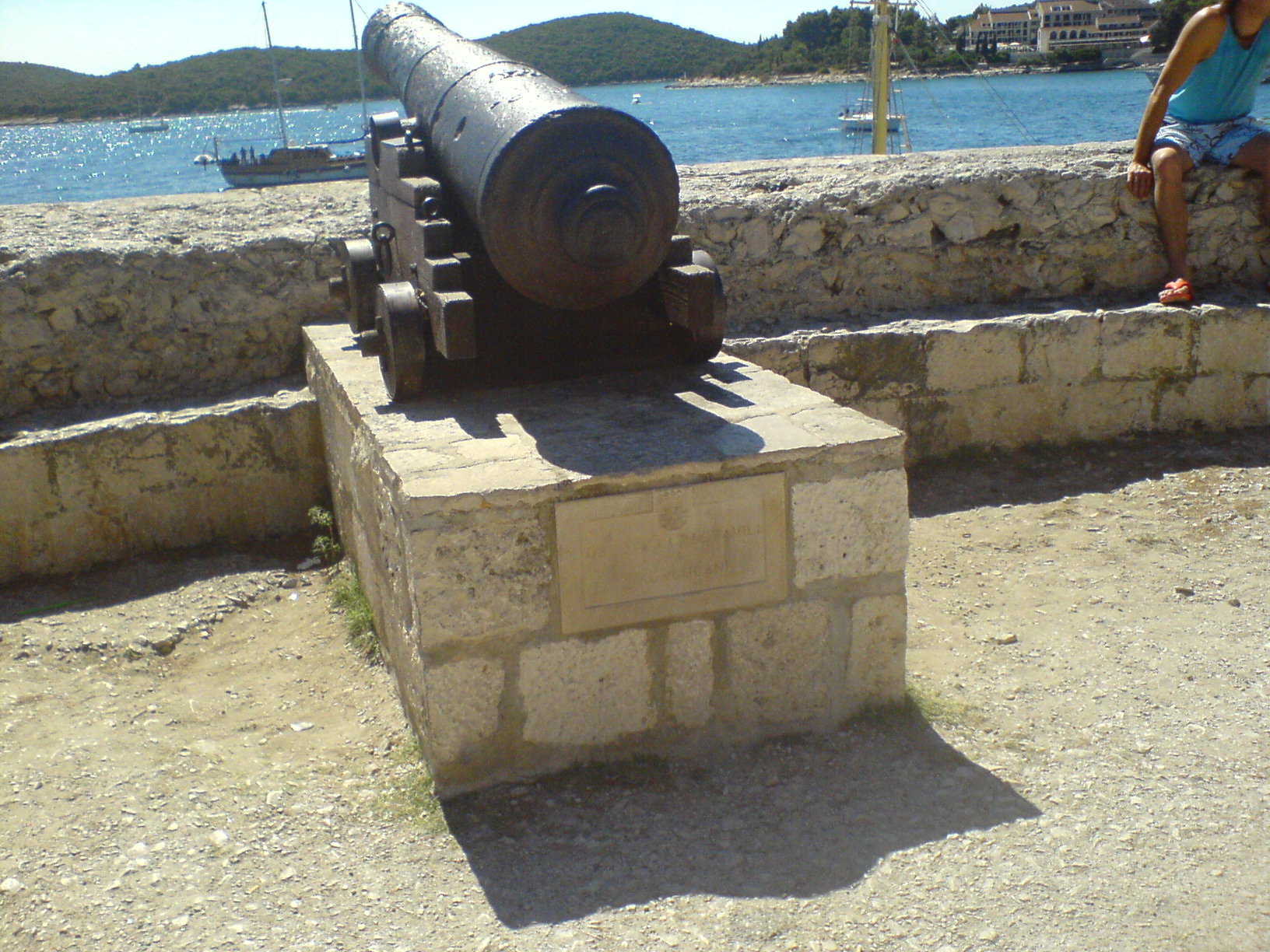
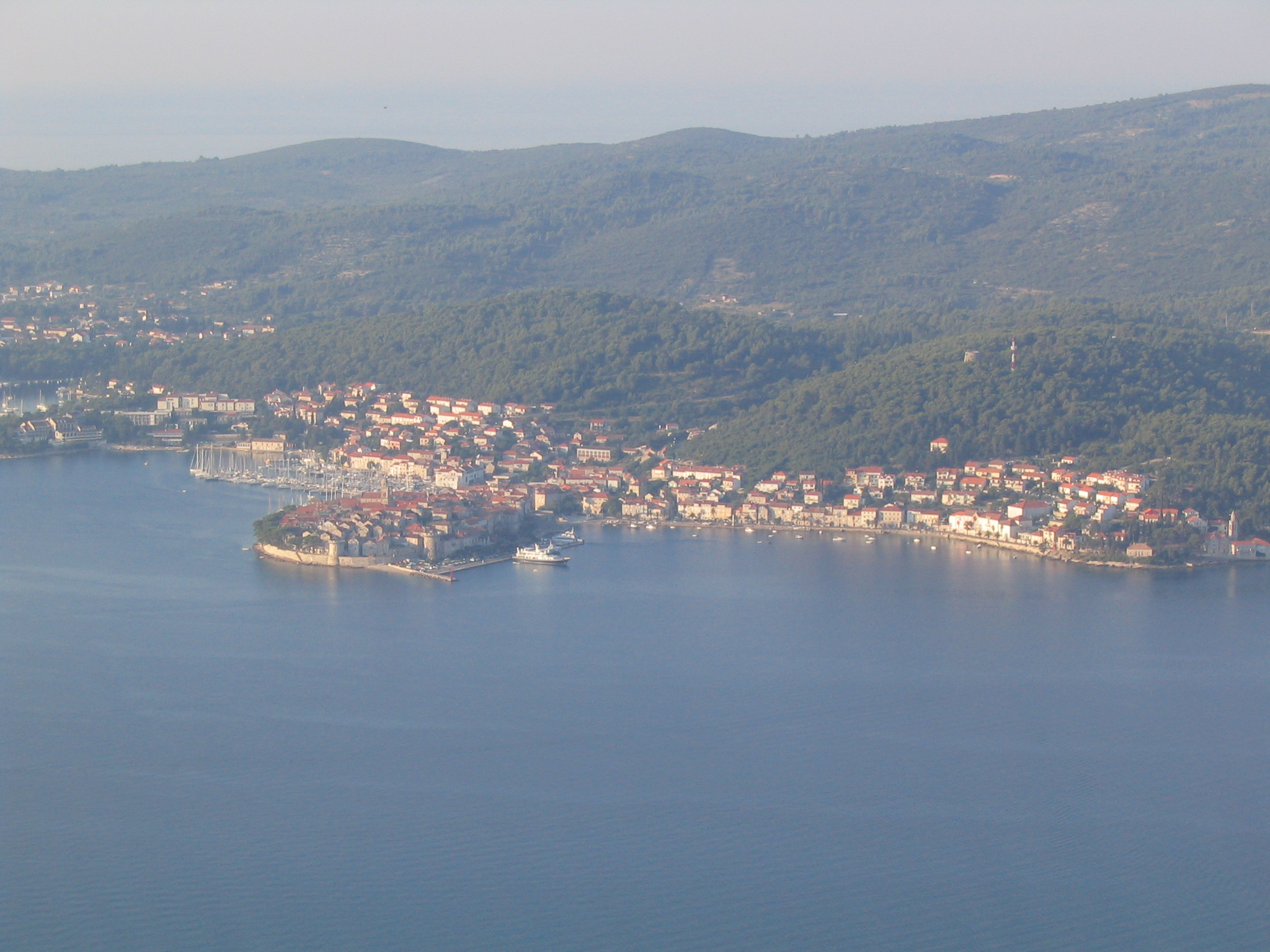
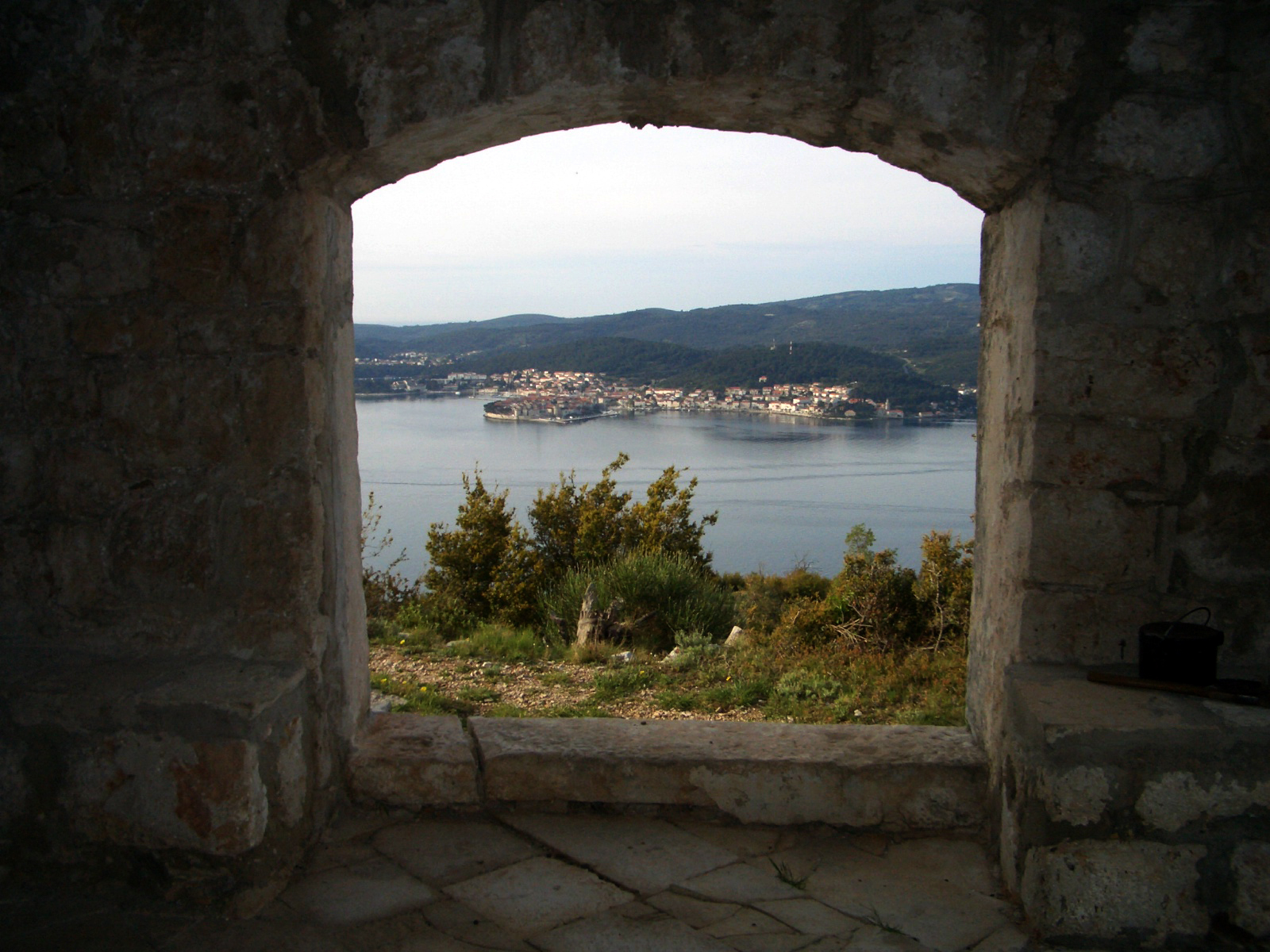
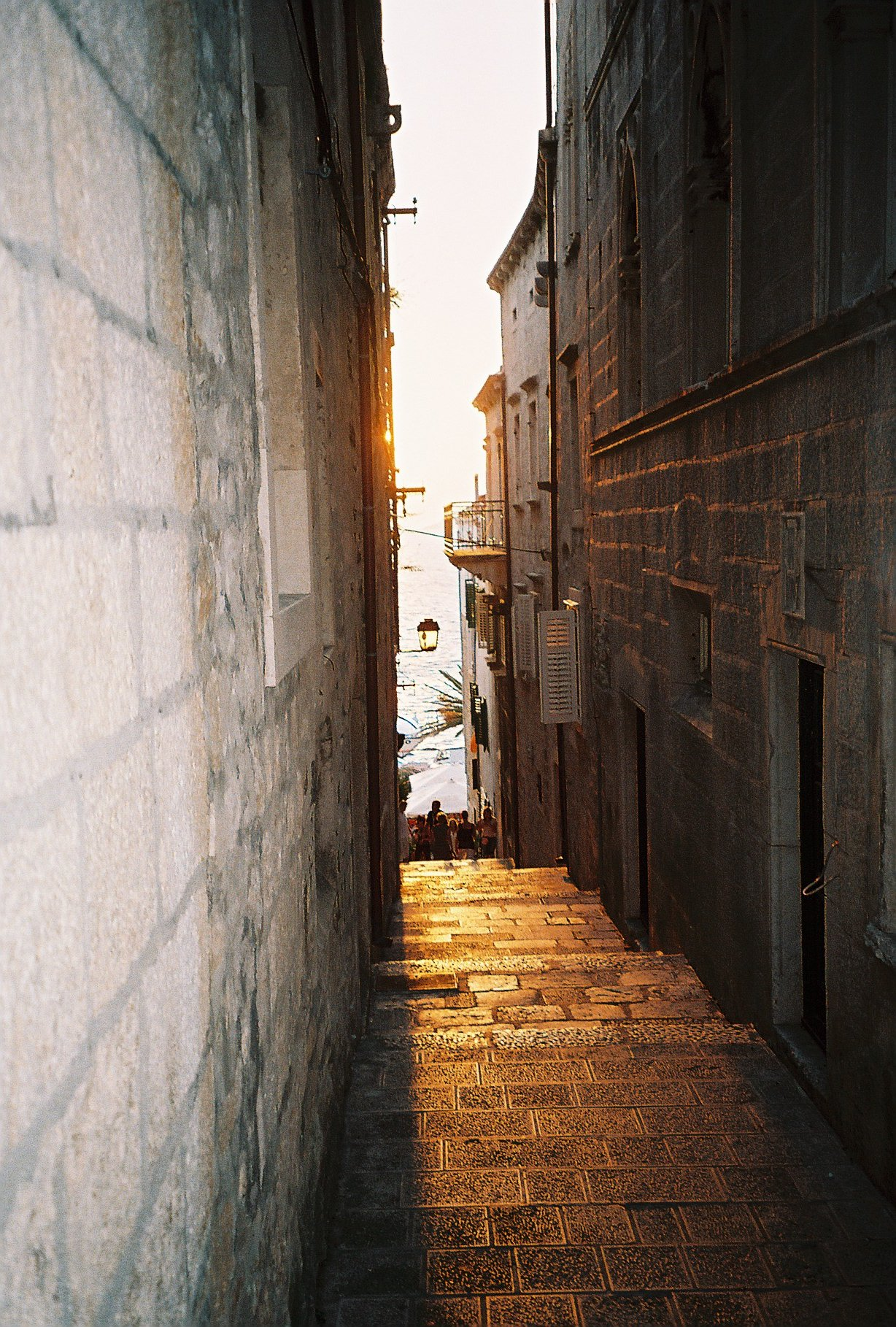
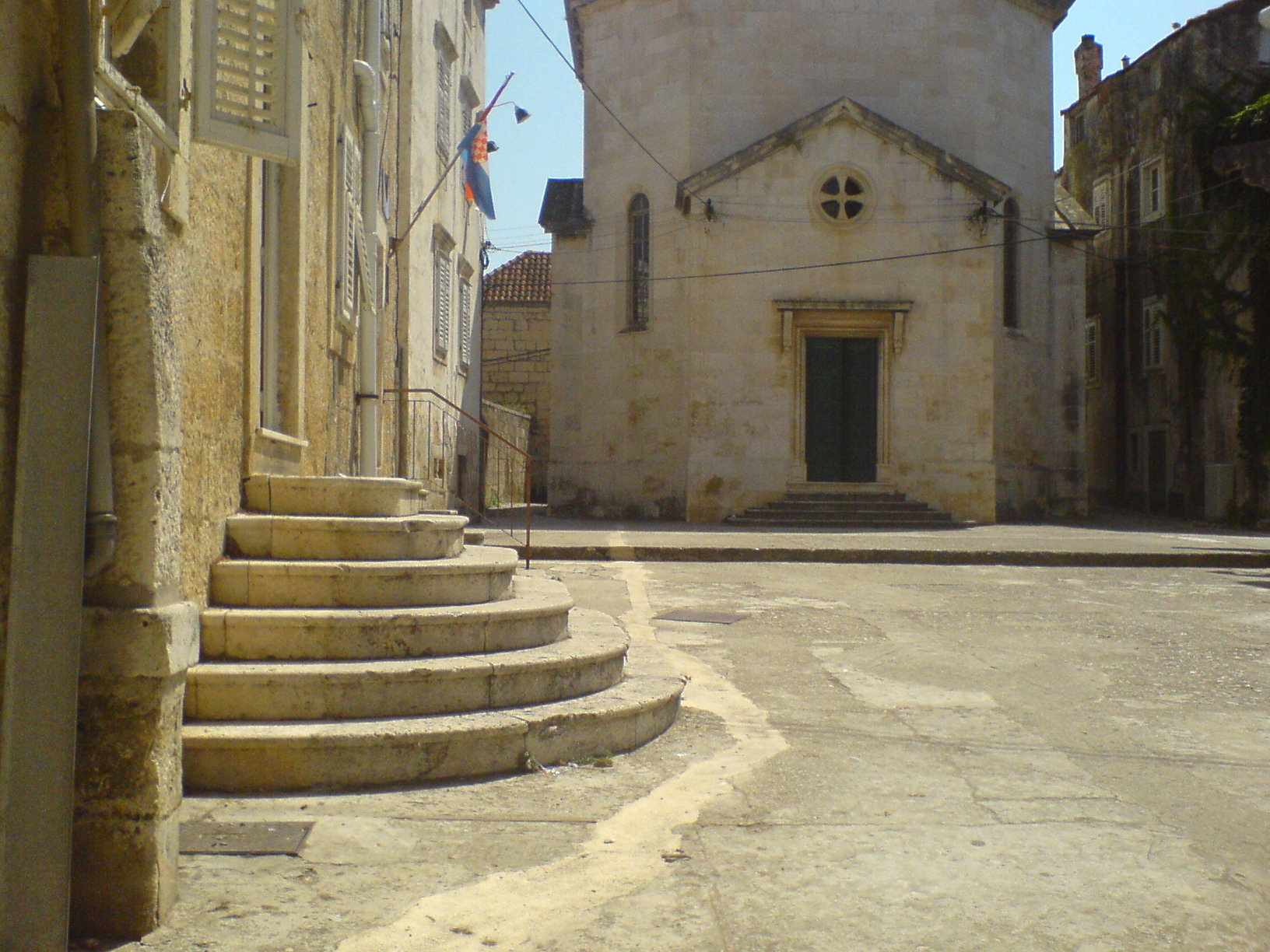
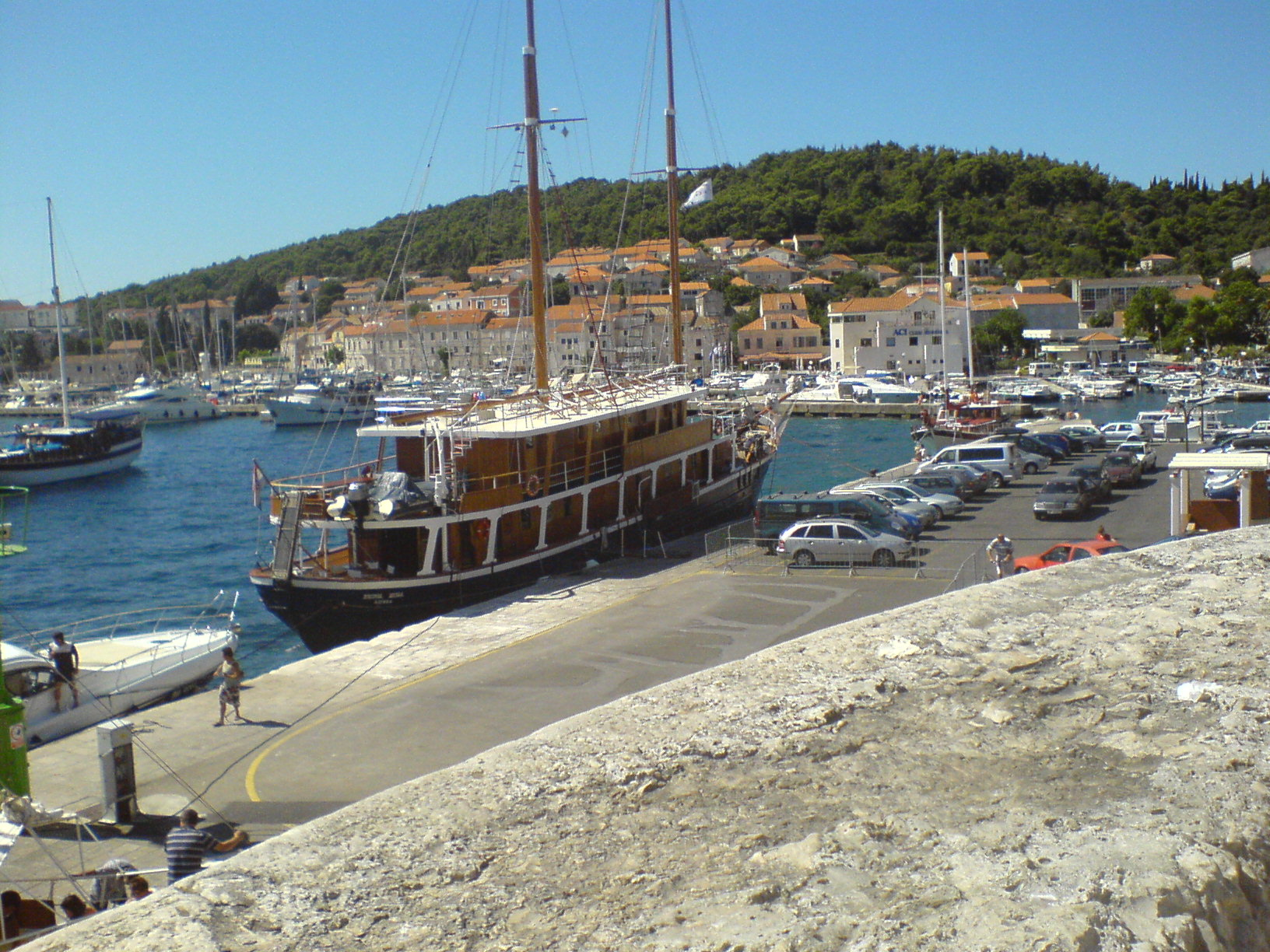
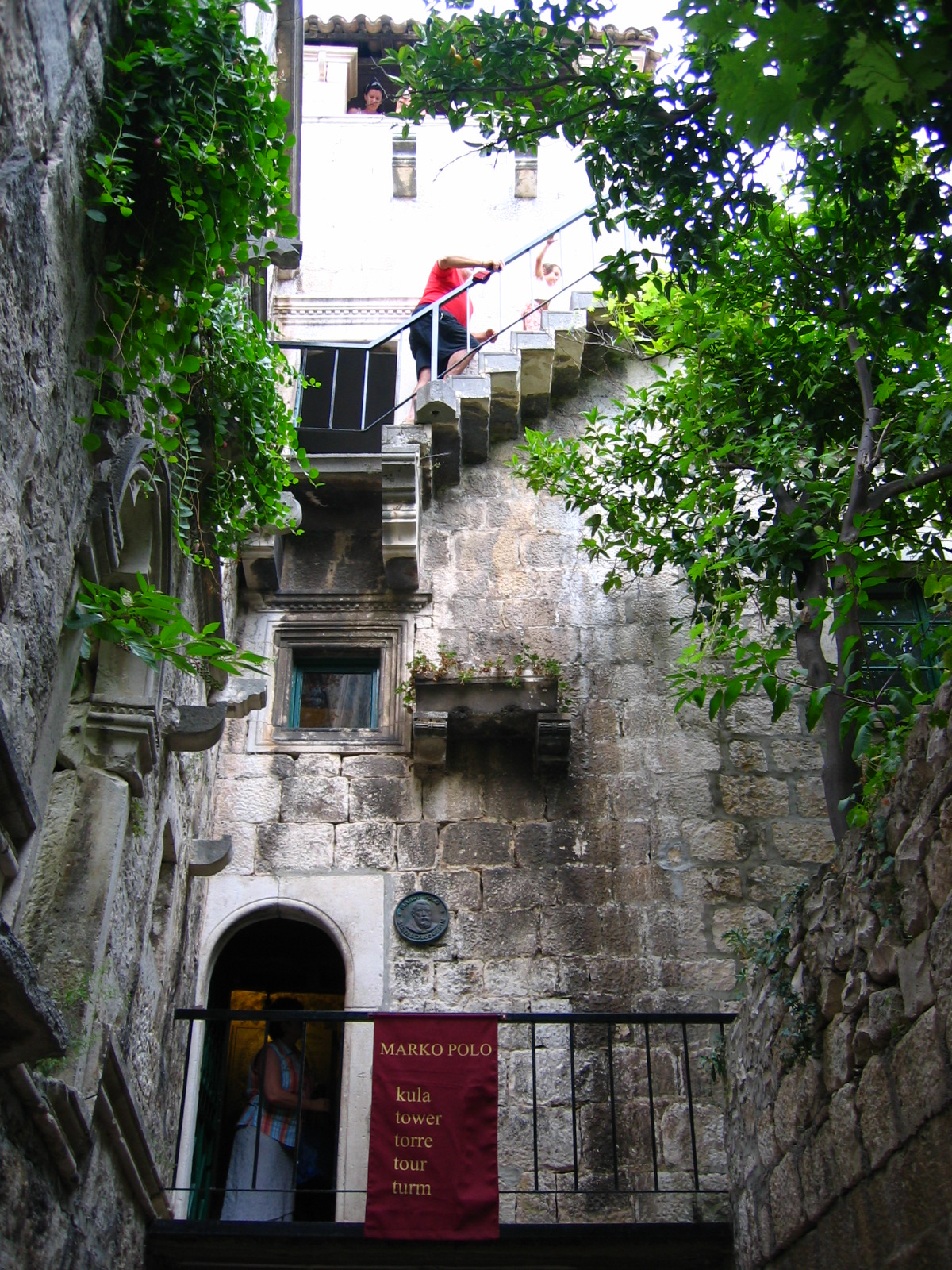
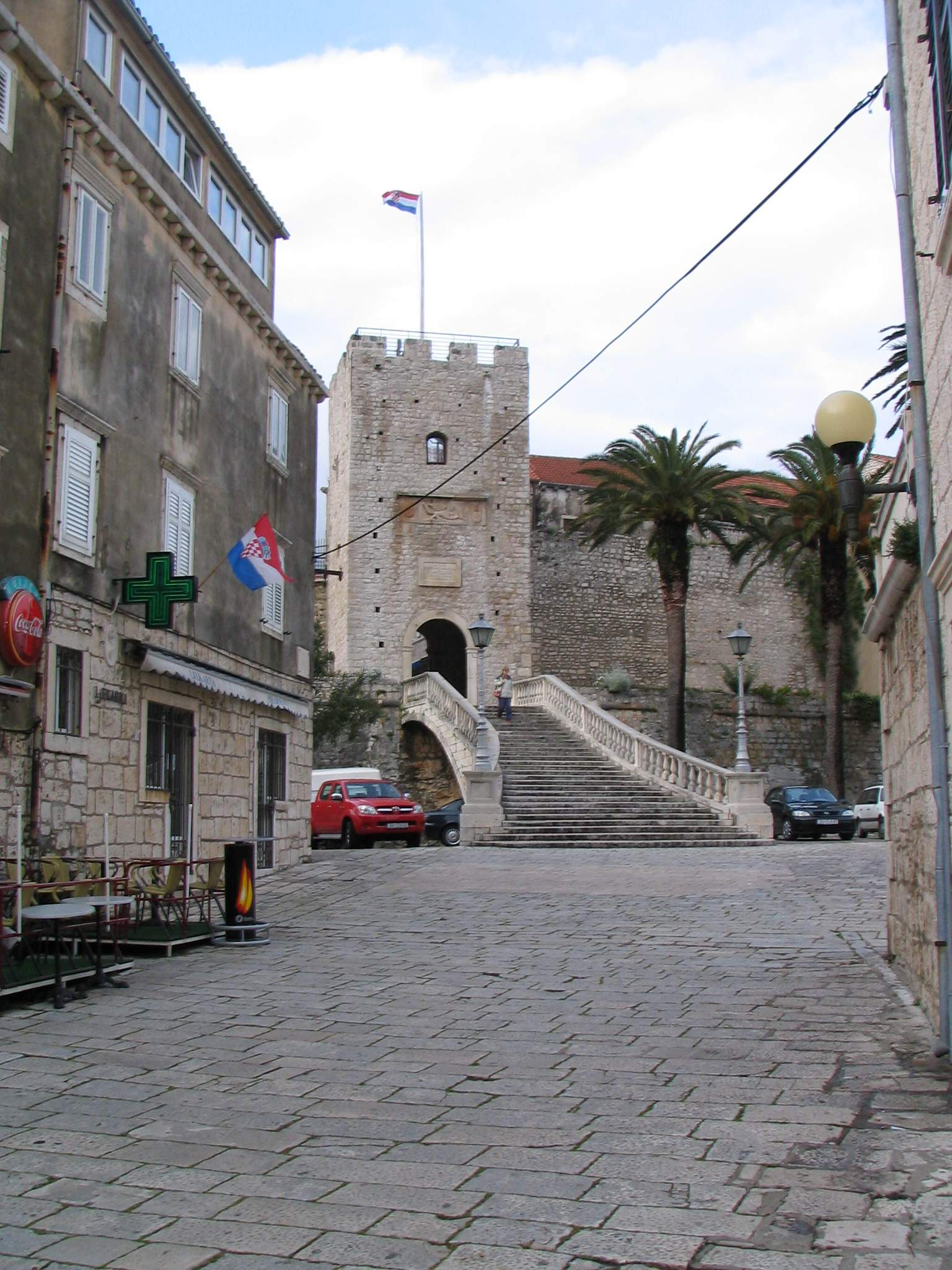
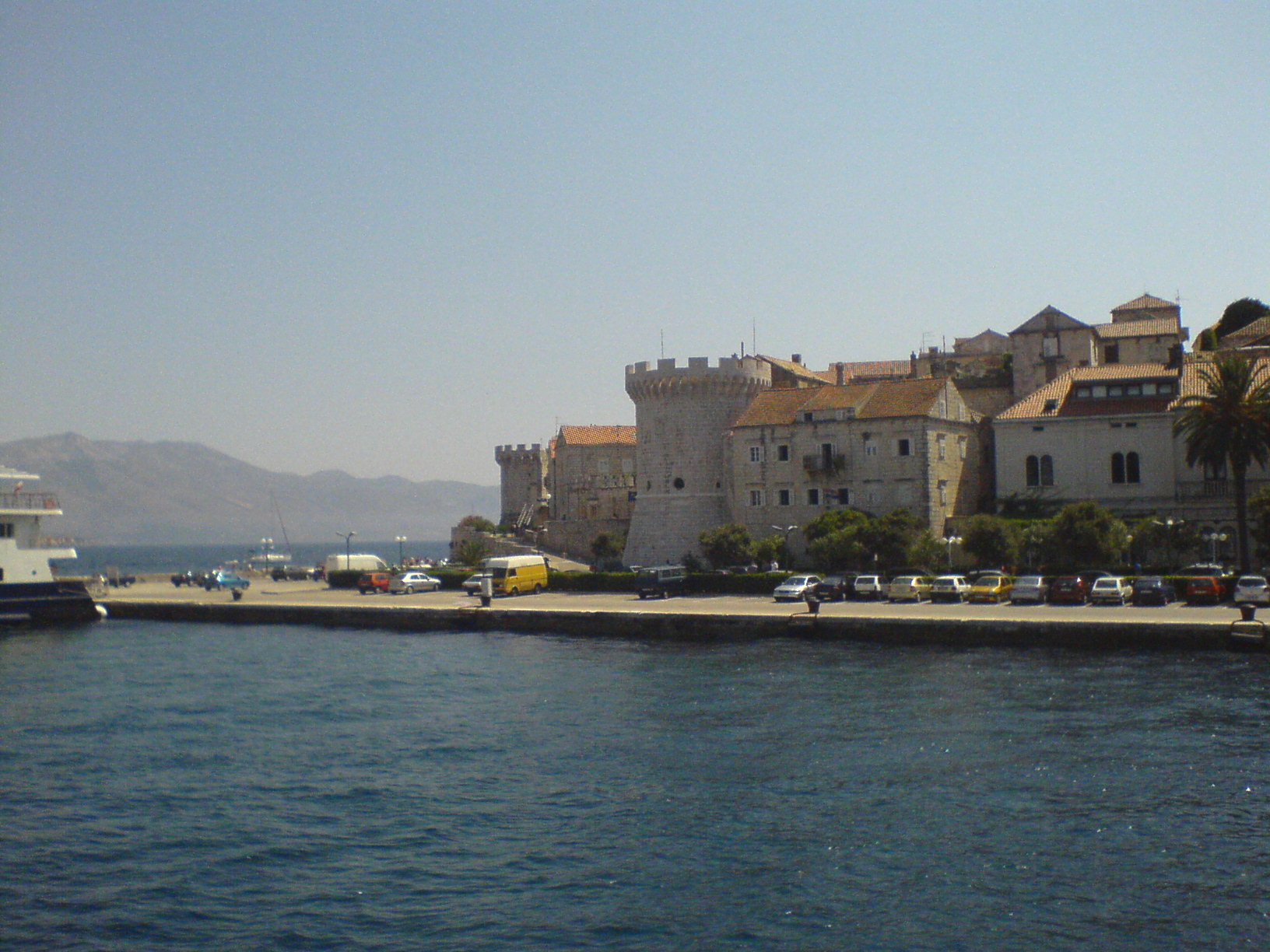
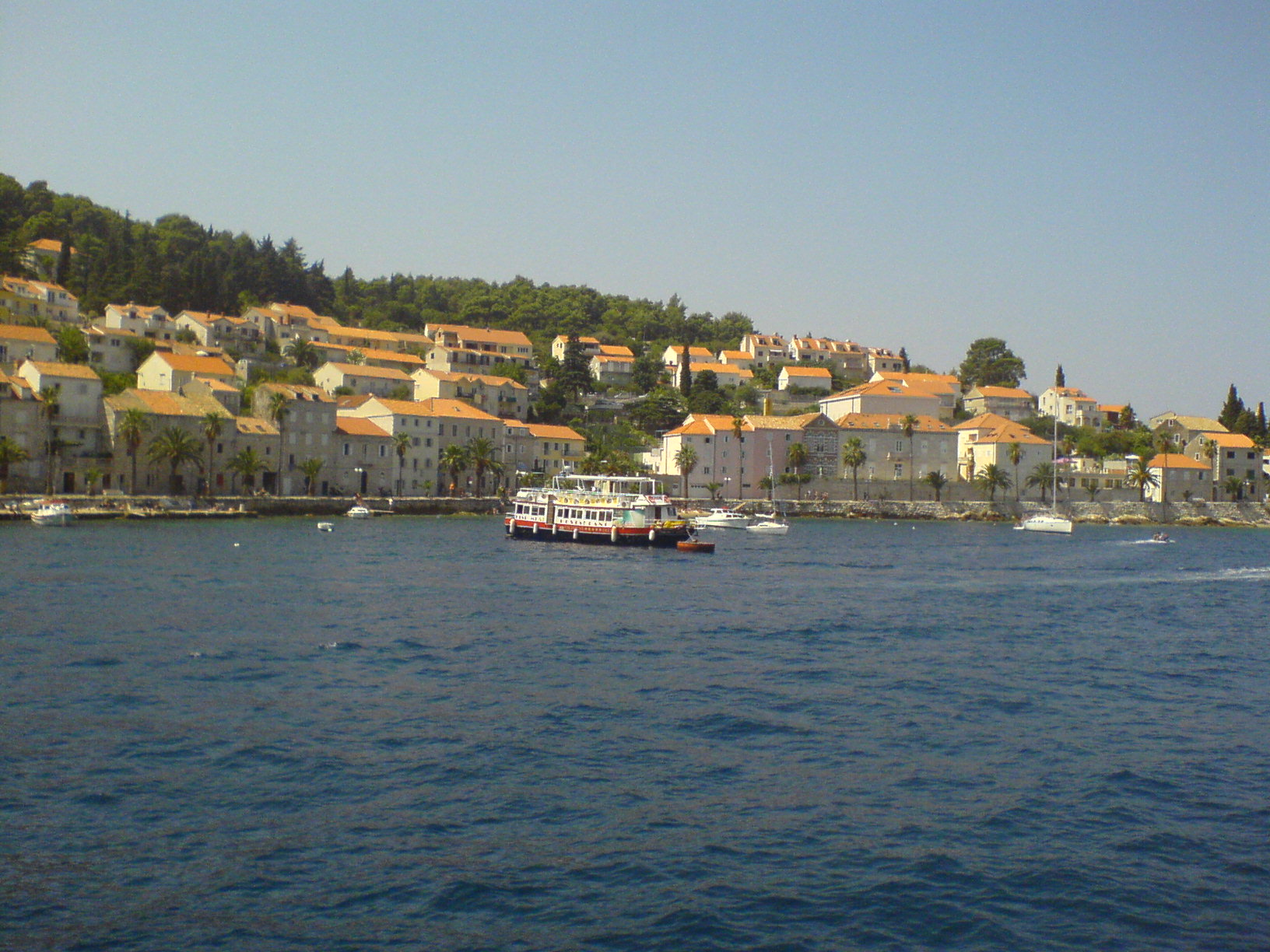
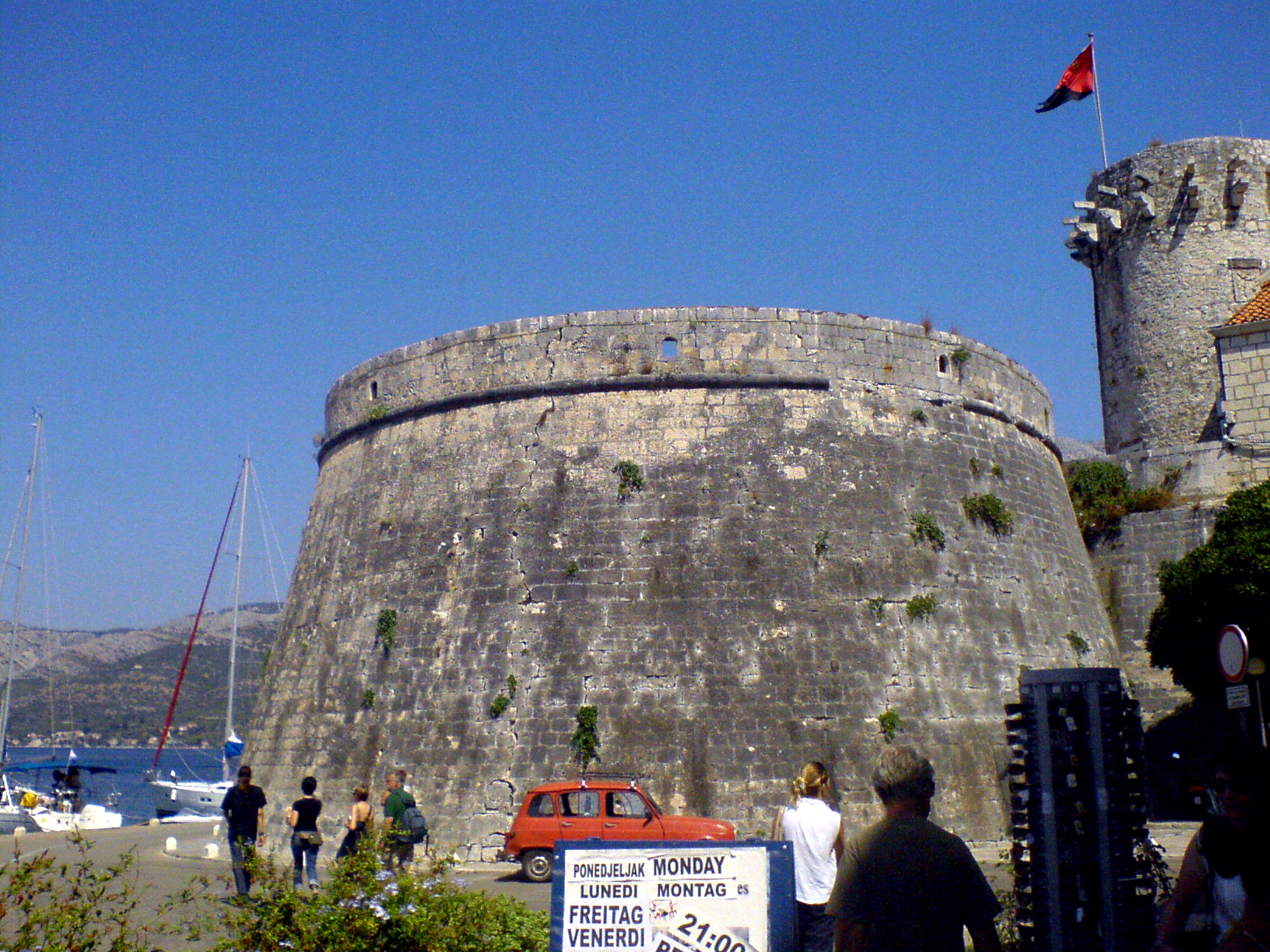